# Aguateca
Aguateca egykori maja városnak ma már csak romjai láthatók Guatemalában. A Petexbatún-tó térségének egyik legkönnyebben megközelíthető és a felújításoknak köszönhetően legjobb állapotban látható régészeti területe.

## Története
A preklasszikus kortól a késői klasszikus korig (nagyjából 100–810 között) lakott Aguateca maja neve Kinich Pa Wits, ennek jelentése: „ragyogó hasadt hegy”. Nagyjából 4500 ember élhetett itt. Pusztulásának pontos körülményei ma sem ismertek. Bár lakói igyekeztek felkészülni a külső támadásokara, és erős védelmi rendszert kezdtek el kiépíteni körülötte, mégis úgy tűnik, az ellenség ostromakor, amelynek során fel is gyújtották a várost (ez valószínűleg 810 körül történhetett) nagyon hirtelen hagyták el a lakók, még értékes tárgyaikat is elásva a helyszínen hagyták. Az uralkodó család házát úgy tűnik, még a támadás előtt kiürítették, a család értékeinek egy részét egy lezárt szobában hagyták.
Az első szakszerű régészeti feltárást Ian Graham végezte, aki 1967 körül egy térképet is készített Aguateca központjáról. Az 1980-as években Stephen D. Houston egy nagyobb területről is rajzolt térképet, és rekonstruálta a település történetének jelentős részét is.

## Leírás
Aguateca Guatemala északi, azon belül Petén megye délnyugati részén található a Petexbatún-tótól délre–délnyugatra, nem messze a Dos Pilas nevű híres maja városról. Közigazgatásilag Sayaxché községhez tartozik, megközelítése is innen a legkönnyebb: először csónakkal kell átkelni a tavon, majd gyalogolva juthatunk el Aguatecába, amelyet védhetőségének érdekében egy meredek falú szakadékokkal körbevett magaslati pontra építettek.
Számos építménye (összesen 704, beleszámítva a 4506 méternyi hosszt kitevő falakat is) között több templom található, valamint kiemelkedő jelentőségű a főtér és a védőfallal egybeépült, 22 m × 40 m-es, M8–11-es azonosítójú épület, amelyet „négyszobás nagy háznak” is neveznek, és amely a városi elit lakhelyéül szolgált. A legfontosabb templomokhoz egy olyan kőhídon át lehet eljutni, amelyet még a maják építettek. Az egyik templom befejezetlenül maradt, mivel amikor építették, a várost akkor ostromolta meg az ellenség. Ennek a félkész épületnek a falaiban még faragott díszítések nélkül figyelhetők meg azok a kövek, amelyeket más hasonló épületekben történelmi alakokkal vagy írásjelekkel szoktak ellátni. A területen 14 sztélét és oltárt találtak, ezek közül kiemelkedik az 1-es és 2-es számmal ellátott sztélé, amelyek 740-ből és 736-ból származnak. Több sztélének csak a műanyagból készült másolata látható a helyszínen, az eredetit gondosan őrzik.
Bár nincsenek kiépített turisztikai szálláshelyek, de sátorozásra lehet engedélyt kérni. A látogatók számára tájékoztató táblákat helyeztek el, valamint egy üzletet és egy kilátótornyot is felépítettek, ahonnan a Petexbatún-tóra is kilátás nyílik. A helyszínt az őrök is bemutathatják, akik különböző időszakokban felváltva laknak saját lakóhelyükön és Aguatecában.

## Képek

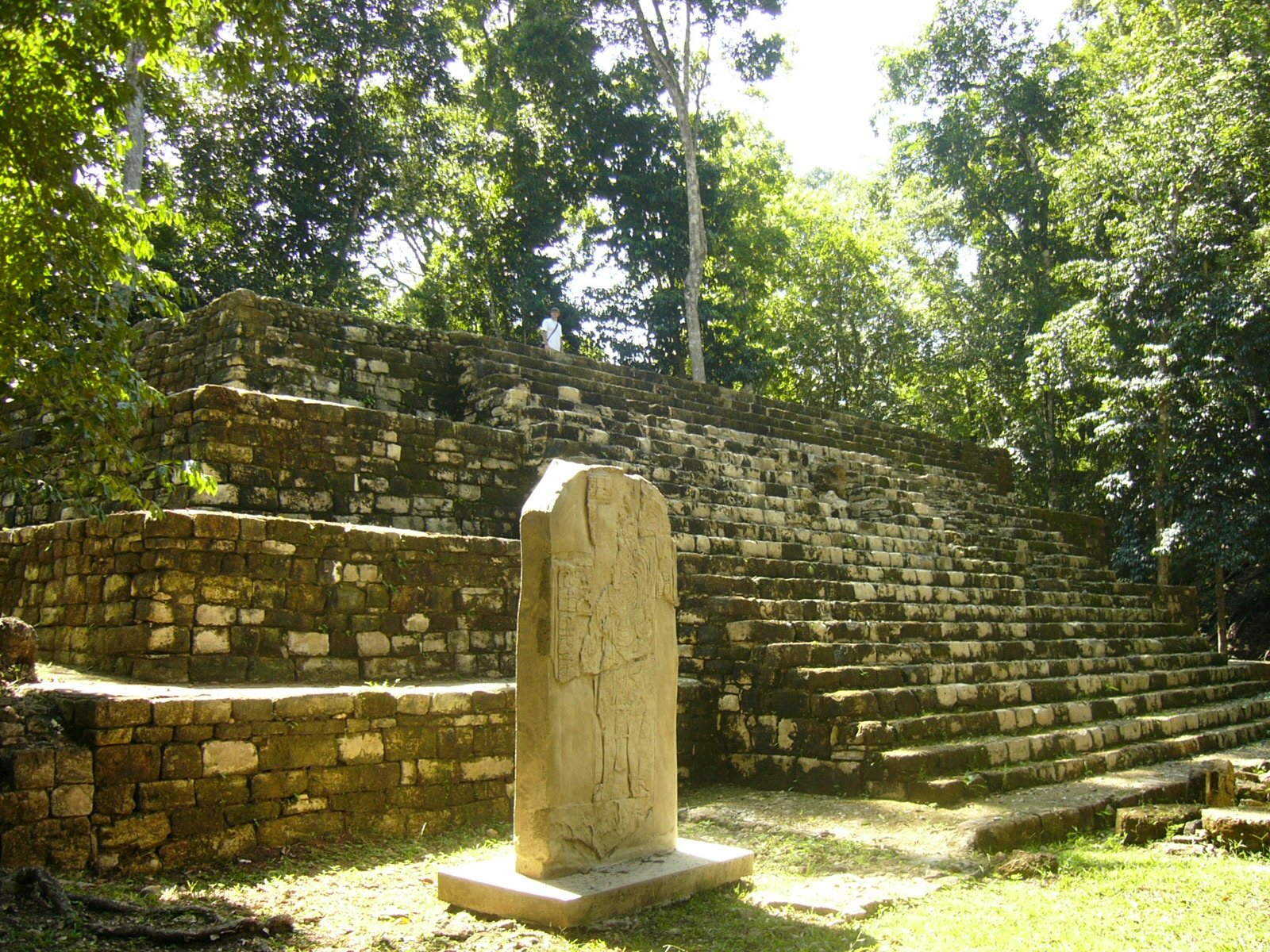
Főtéri építmény
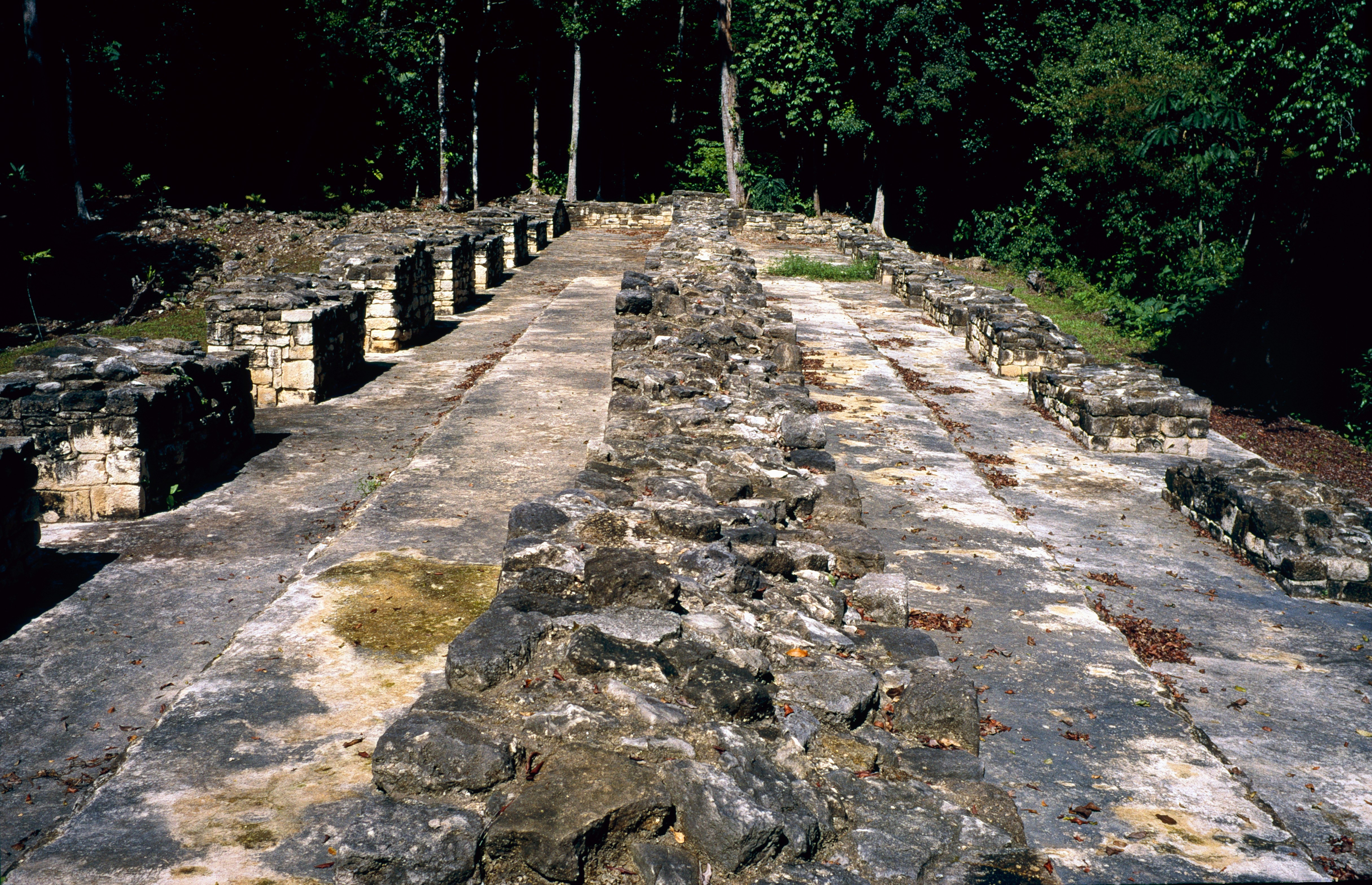
Az M7–26-os számú épület
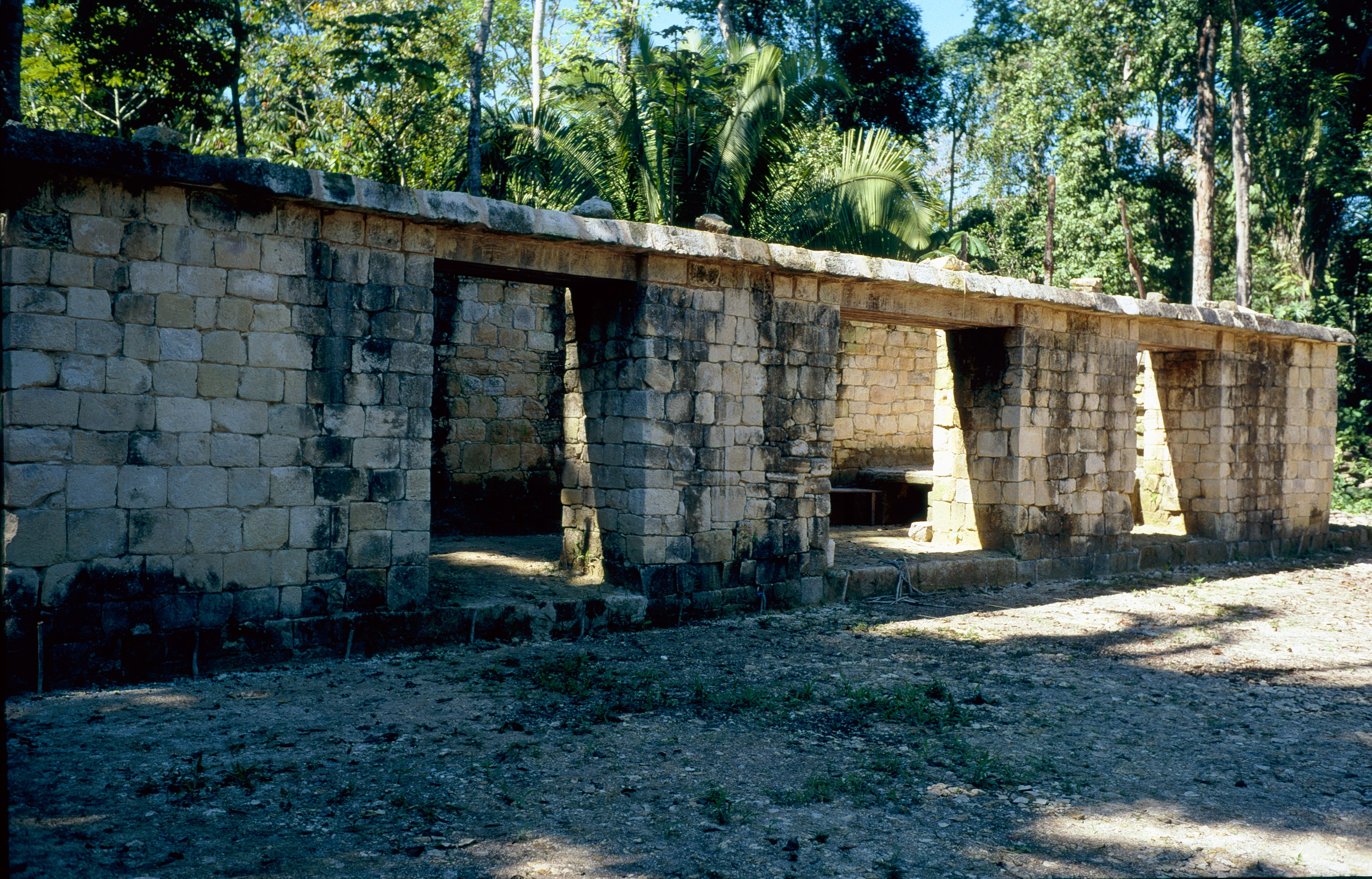
Az M7–32-es számú épület
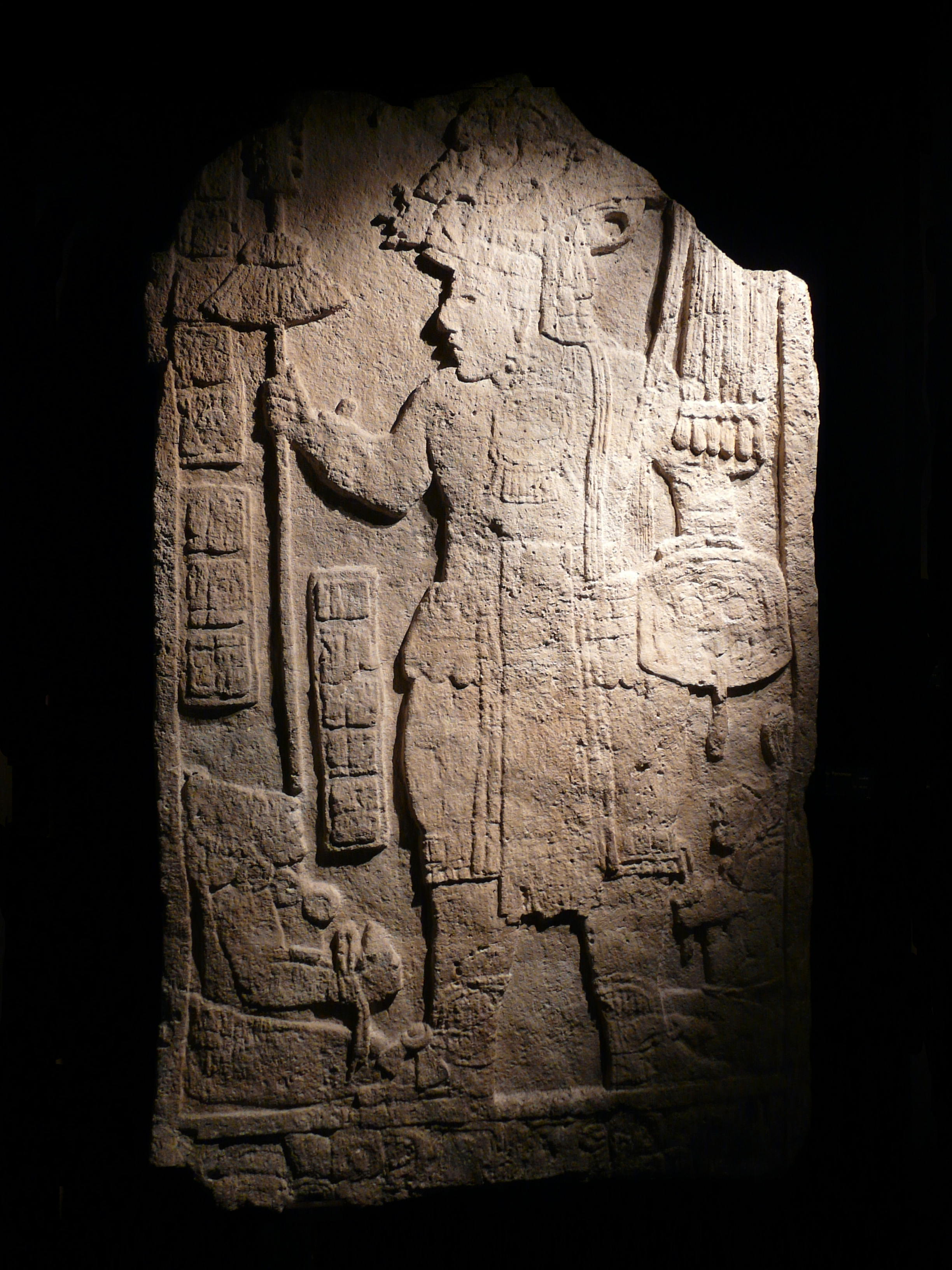
Aguatecából származó sztélé egy Santiago de Chile-i múzeumban